# Dipsas viguieri
Espèce
Synonymes
- Leptognathus viguieri Bocourt, 1884

Statut de conservation UICN

 LC  : Préoccupation mineure
Dipsas viguieri est une espèce de serpents de la famille des Dipsadidae.

## Répartition
Cette espèce se rencontre au Panama et au Chocó en Colombie.

## Étymologie
Cette espèce est nommée en l'honneur du docteur Camille Viguier qui a collecté les premiers spécimens.

## Publication originale
- Bocourt, 1884 : Note sur quelques ophidiens nouveaux, provenant de l'Amerique inter-tropicale. Bulletin de la Société philomathique de Paris, sér. 7, vol. 8, p. 133-142 (texte intégral).